# Aeropuerto de la ciudad de Plymouth
El Aeropuerto de la ciudad de Plymouth (IATA: PLH, ICAO: EGHD) estaba ubicado en la ciudad de Plymouth, a 6,5 km al noreste del centro de la ciudad, en Devon, Inglaterra. El aeropuerto se inauguró en este lugar en 1925 y fue inaugurado oficialmente por el futuro rey Eduardo VIII, como Príncipe de Gales, en 1931.
El aeropuerto es propiedad del Ayuntamiento de Plymouth y está arrendado a la empresa Sutton Harbour Group, con sede en Plymouth, a través de su filial Plymouth City Airport Limited, de propiedad absoluta, cuyos directores también tienen participaciones o cargos directivos en el Aeropuerto de Newquay. La empresa ha presentado varias reclamaciones por importantes cantidades de mantenimiento para el mantenimiento del lugar, que parecen contradecir las actividades reales que se observan en la propiedad.
En 2009, 157.933 pasajeros transitaron por el aeropuerto, un fuerte aumento del 34% con respecto al total de 117.823 de 2008, lo que convirtió a Plymouth en uno de los pocos aeropuertos del Reino Unido que experimentó un crecimiento significativo durante ese período. Sin embargo, tras la retirada de los vuelos a Londres a principios de 2011, los propietarios del aeropuerto afirmaron que el total de pasajeros había descendido a menos de 100 al día. El 28 de abril de 2011 se notificó a la Bolsa de Londres que el aeropuerto cerraría a finales de año.
El Aeropuerto de la ciudad de Plymouth contaba con una Licencia de Aeródromo de Uso Público de la CAA (número P687) que permitía vuelos para el transporte público de pasajeros o para instrucción de vuelo, y formaba parte del Plan Strasser.
El aeropuerto cerró y cesó todas sus operaciones el 23 de diciembre de 2011. Desde entonces, ha permanecido inactivo, conservando la infraestructura de aviación y las ayudas a la navegación a la espera de que el arrendatario intente cambiar el uso del terreno en la planificación urbanística para que pueda destinarse a desarrollo residencial.
A raíz del anuncio del cierre, un grupo del sector empresarial de Plymouth inició una campaña para proteger el recinto del aeropuerto. El grupo, conocido como Viable, presentó una petición al ayuntamiento con más de 38.000 firmas, oponiéndose al cierre del aeropuerto y solicitando al ayuntamiento que protegiera el lugar.
Un debate en pleno del Ayuntamiento sobre la petición concluyó con una votación unánime a favor de la conservación del aeropuerto. Solo hubo dos abstenciones. En consecuencia, en 2014, el Ayuntamiento de Plymouth decidió proteger el terreno para su futuro uso en la aviación general en el próximo Plan de Plymouth, basándose en las pruebas aportadas por el informe que avalaba el cierre del aeropuerto.
Habiendo logrado sus objetivos de campaña, en 2015 Viable dio por finalizada su campaña y creó FlyPlymouth Ltd con el objetivo de adquirir y reabrir el aeropuerto de Plymouth. FlyPlymouth propone operar el Aeropuerto de Plymouth como un aeropuerto de aviación general y comercial que no dependa de los servicios comerciales de pasajeros, cuya retirada llevó al cierre del aeropuerto.